# Maisoncelles-du-Maine
Maisoncelles-du-Maine là một xã thuộc tỉnh Mayenne trong vùng Pays de la Loire tây bắc nước Pháp. Xã này nằm ở khu vực có độ cao trung bình 90 mét trên mực nước biển.